# ماري تيران دي ويس
ماري تيران دي ويس (بالإسبانية: Mary Terán de Weiss)‏ 29 يناير 1918 في روساريو، الأرجنتين - 8 ديسمبر 1984 في ماريه ديل بلاتا، كانت لاعبة كرة مضرب أرجنتينية. أعلى تصنيف لها في الفردي كان المركز الـ 10 في سنة 1950. في بداية الثمانينات قامت بإنشاء حملة من أجل دعم جييرمو فيلاس للمساعدة في نشر رياضة كرة المضرب في الأرجنتين.

## الانتحار
في تاريخ 8 ديسمبر 1984 أقدمت ماري تيران على الانتحار بالقفز من الطابق السابع لأحد المباني في مدينة ماريه ديل بلاتا وكانت في سن الـ 66 عاما.